# Taro à la sauce jaune

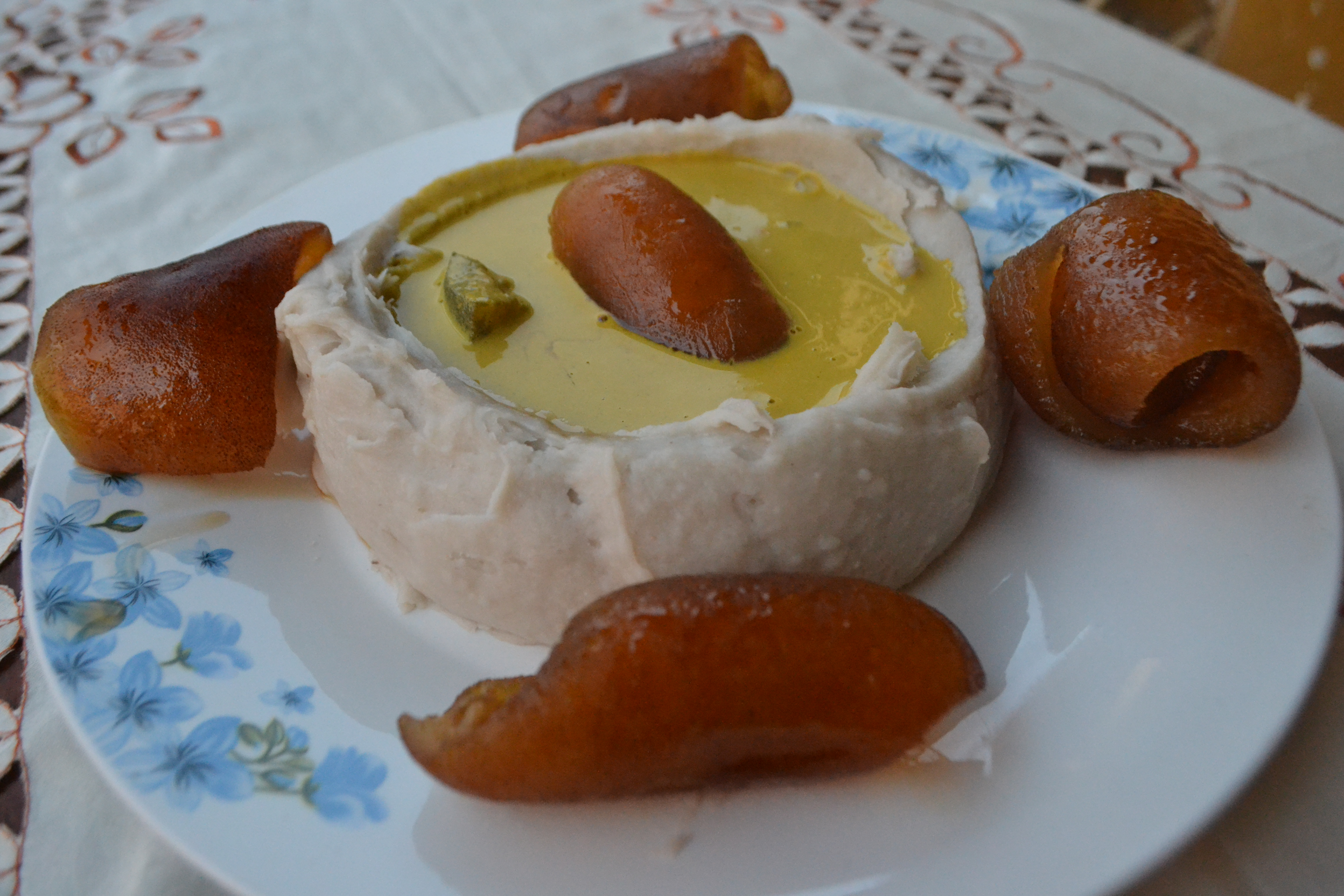
Exemple de taro à la sauce jaune.

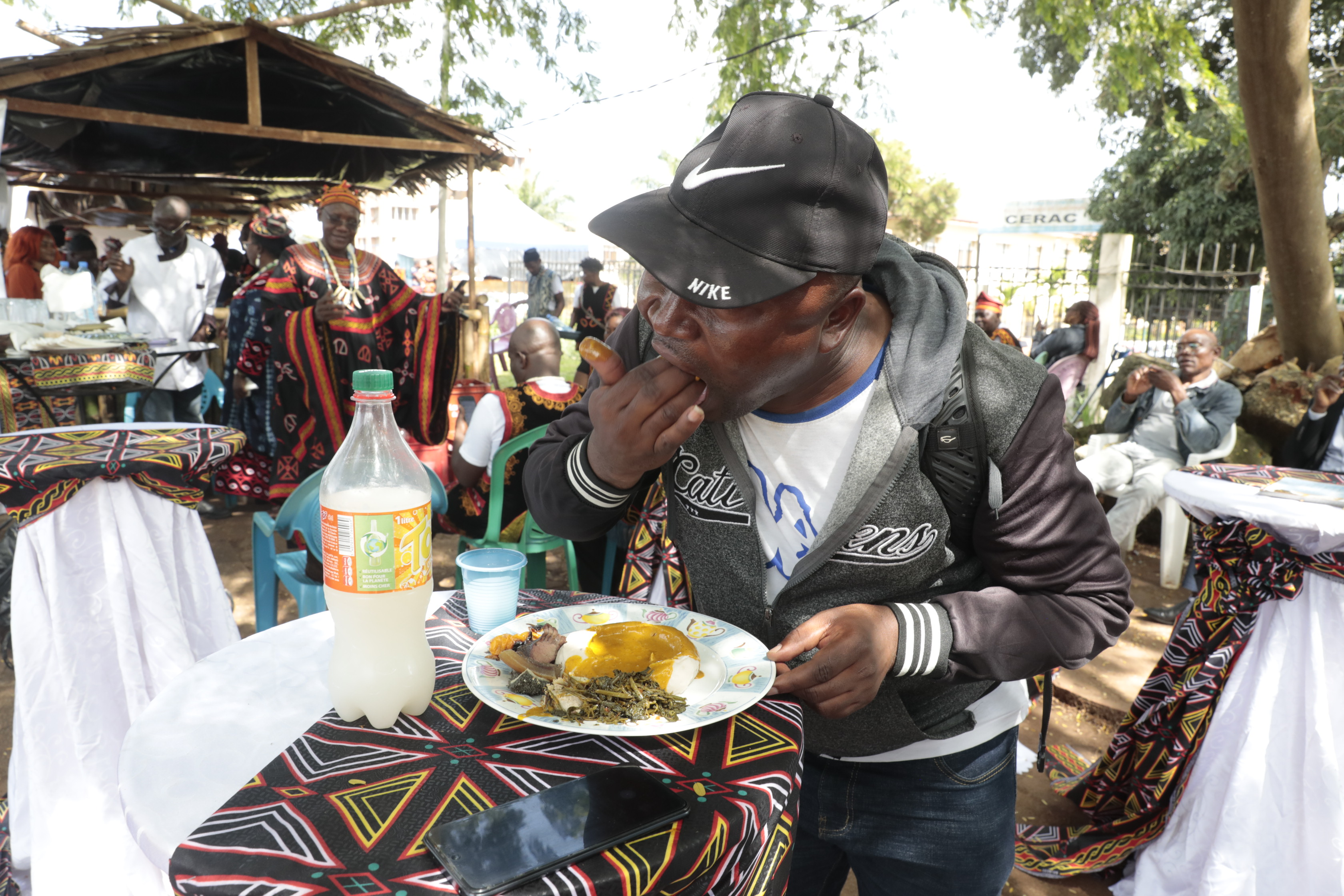
Dégustation de taro Achu.

Le taro à la sauce jaune ou le achu est un plat issu de la région du Nord-Ouest du Cameroun.  
Il se compose de taro pilé jusqu'à obtenir une pâte grisâtre, ainsi que d'une sauce jaune à base d'huile de palme, de champignons, de viande et d'épices. Ce plat est ensuite dégusté avec les doigts,.